# Ortraud Lerch

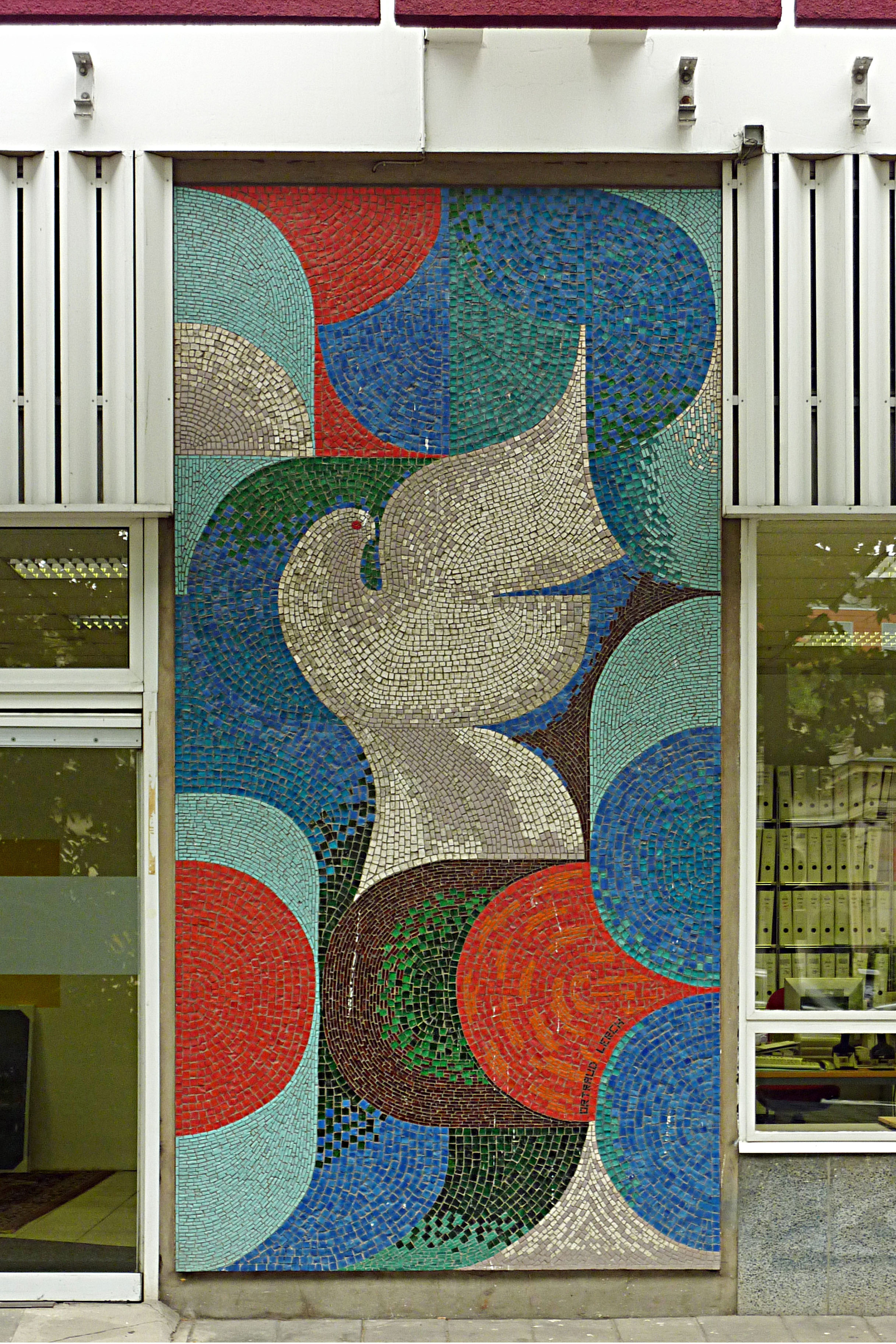
Glasmosaik Friedenstaube in der Leipziger Straße in Berlin

Ortraud Lerch (auch Ortrud; * 1939 in Frankfurt am Main; † 2013 in Berlin) war eine deutsche Mosaikkünstlerin.

## Leben und Werk
Ortraud Lerch studierte an der Fachschule für angewandte Kunst Heiligendamm und arbeitete von den 1960er Jahren bis zur Wiedervereinigung für den VEB Stuck und Naturstein in Berlin. In dessen Auftrag entwarf sie Mosaike mit großer Farben- und Formenvielfalt für verschiedene öffentliche Bauten.
Sie war bis 1990 Mitglied des Verbands Bildender Künstler der DDR und 1977/1978 und 1982/1983 auf der VIII. und IX. Kunstausstellung der DDR in Dresden und 1983 in Leipzig auf der Ausstellung Kunst und Sport vertreten.

## Werke (Auswahl)
- 1964: Wandmosaik in der Schwimmhalle der Heilanstalten in Berlin-Buch[2]
- 1964: 10 m × 16 m großer Glasmosaik-Springbrunnen im Garten des DDR-Staatsratsgebäudes, Berlin-Mitte[3]
- 1977: Vögel. 5 m × 7 m großes Wandmosaik im Kulturhaus „Ernst Schneller“ des VEB Berliner Metallhütten und Halbzeugwerke, Berlin-Niederschöneweide[4]
- 1977: Über den Produktionsablauf. 3 m × 12 m großes Wandmosaik im Kulturhaus „Ernst Schneller“ des VEB Berliner Metallhütten- und Halbzeugwerke, Berlin-Niederschöneweide
- 1977: Friedenstaube. Glasmosaik an der Fassade des Hauses Leipziger Straße 55, Berlin-Mitte

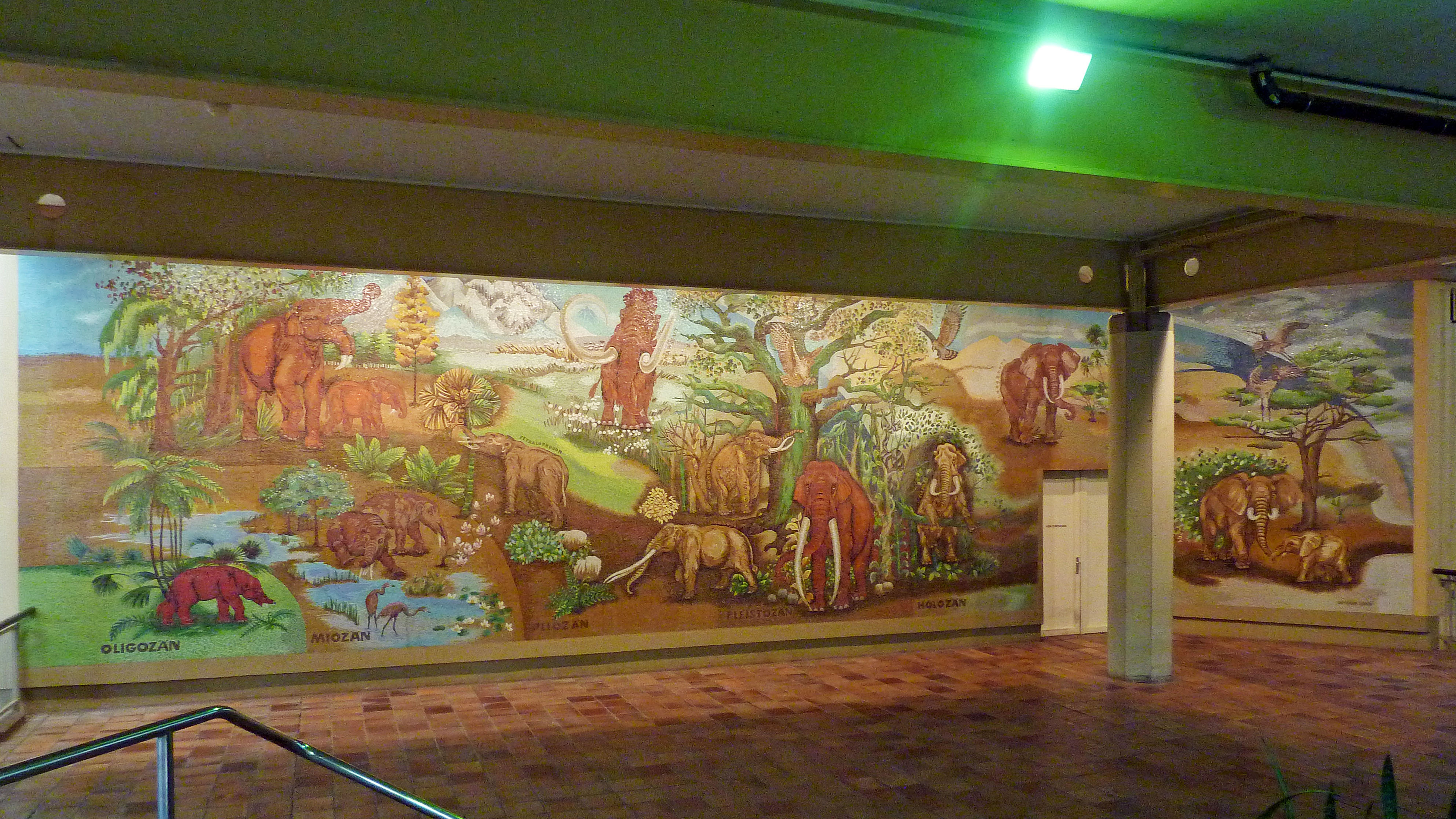
Die Entwicklungsgeschichte der Rüsseltiere (1989)

- Die Entwicklungsgeschichte der Rüsseltiere (1989)1979: Keramikgestaltung für den nach Entwürfen von Günter Stahn geschaffenen Brunnen auf dem Vorplatz des Pionierpalasts „Ernst Thälmann“ (heute „FEZ“) in der Berliner Wuhlheide[5]

- 1980: Paradiesvögel. Wandmosaik am Haus Ostendstraße 15, Berlin-Oberschöneweide[6]

- 1989: Die Entwicklungsgeschichte der Rüsseltiere. 76 m² großes Wandmosaik im Dickhäuterhaus des Tierparks Berlin-Friedrichsfelde[7]